# Koleszterinszint-csökkentő gyógyszerek
Az antihiperlipidémiás szerek azok a gyógyszerek, amelyeket a magas LDL-koleszterin szinttel járó betegségek (például arterioszklerózis) kezelésére alkalmaznak.

## A vérplazma lipidszintjét csökkentő gyógyszerek

### Epesavkötőgyanták
- kolesztiramin
- kolesztipol

### HMG CoA-reduktáz gátlók(sztatinok)
- kompaktin
- lovasztatin
- szimvasztatin
- pravasztatin
- fluvasztatin

### A plazma lipoprotein-lipáz serkentői
- niacin
- acipimox

#### Fibrátok
- bezafibrát
- fenofibrát
- gemfibrozil
- ciprofibrát

### Más mechanizmussal ható szerek
- probukol
- Eszterin koleszterin-szint csökkentő tabletta

### Természetes antiarterioszklerotikus anyagok
- ösztrogének
- diétás antioxidánsok